# Spanische Badmintonmeisterschaft 1997
Die Spanische Badmintonmeisterschaft 1997 fand in Valencia statt. Es war die 16. Austragung der nationalen Titelkämpfe von Spanien im Badminton.

## Titelträger
| Disziplin    | Sieger                           |
| ------------ | -------------------------------- |
| Herreneinzel | Arturo Ruiz López                |
| Dameneinzel  | Esther Sanz                      |
| Herrendoppel | Arturo Ruiz López Ernesto García |
| Damendoppel  | Mercedes Cuenca Ana Ferrer       |
| Mixed        | Sergio Llopis Ana Ferrer         |

Anmerkungen
1. ↑  Der spanische Verband veröffentlicht für 1997 im Dameneinzel zwei unterschiedliche Siegerinnen: Aus badminton.es Dolores Marco und auf badmintoneurope.com Esther Sanz.